# ستانلي توماس وليامز
ستانلي توماس وليامز (بالإنجليزية: Stanley Thomas Williams)‏ هو أخصائي في الأدب أمريكي، ولد في 25 أكتوبر 1888 في ميريديان في الولايات المتحدة، وتوفي في 5 فبراير 1956 في نيو هيفن في الولايات المتحدة.